# Mises en scène de Dom Juan ou le Festin de pierre
Les mises en scène françaises du Festin de pierre (plus connu sous son titre d'édition Dom Juan ou le Festin de pierre) de Molière, rares entre le XVIIe et XIXe siècles, se sont multipliées dans la seconde moitié du XXe siècle et sont emblématiques de l'évolution de la mise en scène durant  ce siècle.

## Le Dom Juan romantique
Représentée quinze fois en 1665, la version en prose de Molière ne fut reprise qu'en novembre 1841. Entre-temps, le mythe de Don Juan s'était construit, instaurant dans l'imaginaire collectif la figure d'un séducteur jeune et brillant, cousin de Casanova.
Le Dom Juan mis en scène et interprété au théâtre de l'Odéon en 1841 par Robert Kemp intégrait ainsi des enrichissements du mythe postérieurs à Molière, notamment le Don Giovanni de Mozart (dont des extraits étaient exécutés durant les entractes), mais également ceux d'Hoffmann ou de Byron, faisant de l'aristocrate espagnol une sorte de «Faust de l'amour», selon la belle formule de Théophile Gautier.
S'il faut en croire le compte rendu qu'en fit Jules Janin dans le Journal des débats du 29 novembre 1841, cette reprise fit grande sensation:
« Vous n’avez jamais rencontré nulle part un succès moins contesté que le succès de cette reprise de Dom Juan et de la prose de Molière. On prêtait une oreille attentive et charmée à ce dialogue solennel où sont débattues tant de questions importantes. On accueillait avec enthousiasme ces héros grandis de vingt coudées. On saluait avec amour, avec terreur, ce don Juan dont Thomas Corneille avait fait un mannequin pour les marchandes de modes. On saluait du geste et du cœur ce Sganarelle, cet honnête valet d’un maître égoïste, ce brave homme un peu faible, un peu niais, grotesque, mal élevé, et cependant sublime quelquefois à force de probité, de croyance et de bon sens. À la fin, donc, ce beau drame était retrouvé tout entier ! À la fin, il se montrait à nous dans toute sa sévère et sombre physionomie. À la fin, nous le tenions tel qu’il est sorti des mains ou plutôt des griffes de Molière, ce magnifique damné dont le nom est immortel ! Les comédiens eux-mêmes étaient étonnés de toutes ces sympathies ; ils se regardaient de temps à autre comme pour voir le fantôme qui les poussait. Dans la salle, la stupeur était générale. Nous autres de la génération nouvelle, qui avons été élevés dans une estime médiocre pour les doctrines de l’école voltairienne, nous nous regardions tout étonnés de ces violences dans le sarcasme. Cette poétique du doute si hardiment développée, et développée, à haute voix, en plein théâtre, nous causait une espèce d’épouvante dont nous n’avions jamais eu la pensée ! Et quand nous passions du sceptique à l’amoureux, notre étonnement redoublait… »
Cette vision romantique du personnage de Molière devait, à quelques exceptions près, rester la norme jusqu'au milieu du XXe siècle, où elle fut bouleversée par la mise en scène de Louis Jouvet.

## Mises en scène marquantes du XXesiècle

### Louis Jouvet (1947)
Jouvet rompit de manière spectaculaire avec cette tradition scénique dans la version qu'il donna de la pièce de Molière pour le théâtre de l'Athénée en 1947 : Dom Juan, qu'il interprétait lui-même, apparaissait comme un libertin déjà âgé (Jouvet avait alors soixante ans), plus cérébral que sensuel et en proie à un questionnement métaphysique.
Le public, d'abord désarçonné par cette vision nouvelle du personnage — « émouvant[e], frappant[e], mais moliéresque nullement », selon Robert Kemp dans Le Monde français de février 1948 — finit par faire un triomphe à ce spectacle, qui fut donné deux cents fois.

### Jean Vilar (1953)
Jean Vilar poursuivit dans la voie ouverte par Jouvet avec le Dom Juan qu'il présenta en 1953 dans la cour d'honneur du Palais des papes d'Avignon, puis au Théâtre de Chaillot, obtenant également un immense succès : le spectacle fut donné pendant cinq ans, attirant plus de 370 000 spectateurs.
Dans un décor dépouillé, un Dom Juan sec et froid (Jean Vilar) se montrait déterminé dans son défi lancé à l'ordre social et à l'ordre divin. Face à lui, Daniel Sorano interprétait un Sganarelle qui en était à la fois le complément indispensable et l'antithèse exacte : son costume était coloré quand celui de Don Juan était noir, et ses réactions de pantin de comédie italienne faisaient contrepoint avec la rigidité glaciale de son maître.

### Patrice Chéreau (1969)
Un an après les évènements de Mai 68, Patrice Chéreau, jeune metteur en scène de vingt-cinq ans, propose une lecture marxisante de Dom Juan, proche de celle du metteur en scène soviétique Vsevolod Meyerhold (1932), pour qui « Dom Juan [était] le symbole d'une aristocratie ravagée, classe décadente condamnée par l'Histoire, tandis que Sganarelle incarnait la sagesse, l'humour et la santé intellectuelle du peuple ». Le spectacle de Chéreau montre Dom Juan (interprété par Gérard Guillaumat) abusant de ses privilèges tout en se révélant «résolument traître à sa classe et progressiste». Actionnée par des figurants en haillons, la statue du Commandeur est «une sorte d'automate qui distribue des coups de poing à la façon de certains mannequins de foire».
Autre figure du peuple, Sganarelle (joué par Marcel Maréchal, «hallucinant clochard lyrique») tire derrière lui une lourde charrette (réminiscence de la Mère Courage de Bertolt Brecht), conscient de son aliénation de classe et suivant son maître sans illusions.

### Antoine Vitez (1978)
Présentée au Festival d'Avignon en 1978, la mise en scène d'Antoine Vitez fut accueillie triomphalement par un public jeune et enthousiaste et avec consternation par la critique qui, presque unanimement, y vit une trahison de l'esprit de Molière. Dom Juan était inséré dans une tétralogie comprenant également Tartuffe, L'École des femmes et Le Misanthrope, jouées en alternance dans un même décor (une toile en trompe-l'œil figurant un palais de style pompéien) et avec la même troupe. Il s'agissait, expliqua Vitez, de porter sur la scène « les différentes figures constitutives de l'univers moliéresque », quand bien même cela risquait d'uniformiser ces quatre pièces en en donnant une image « moyenne ». Cela permettait en revanche d'éclairer les personnages les uns par les autres, révélant ainsi que Dom Juan possédait des traits communs avec Arnolphe, Tartuffe ou Alceste.
Le Dom Juan athée et violent de Vitez (qui tenait le rôle du Commandeur), évoluait dans un univers oscillant sans cesse entre la farce, une ambiance proche du fantastique, et la violence primaire, rappelant l'esthétique de Goya, dont le metteur en scène se réclamait.

### Daniel Mesguich (1996, 2002)
Daniel Mesguich a mis deux fois en scène Dom Juan (la seule pièce de Molière qu'il ait montée) : une première fois en 1996, au Théâtre de la Métaphore de Lille, puis en 2002, au Théâtre de l'Athénée à Paris.
Dans le premier spectacle, il confie le rôle de Sganarelle à une femme : outre ce que ce choix de distribution apporte d'ambiguïté dans la relation entre le valet et son maître, il induit surtout des déplacements de sens des répliques : ainsi de l'échange sur les vertus supposées du « vin émétique » de la scène 1 de l'acte III, où le remède charlatanesque devient, dans la bouche de ce Sganarelle féminisé, une parabole sur le désir. D'autres déplacements de sens sont perceptibles dans une optique de déconstruction influencée d'un côté par les conceptions de Jacques Derrida, de l'autre par le Talmud relu dans une tradition interprétative qui inclut notamment Marc-Alain Ouaknin et Emmanuel Levinas, pour lesquels « il ne faut pas se demander ce que veut dire un texte [...] il faut se demander ce que peut dire un texte. »
La mise en scène de 2002, tout en prolongeant les expérimentations de celle de 1996, fait une place plus importante au burlesque, avec un Sganarelle redevenu masculin et à la forte dimension clownesque. Dom Juan, interprété par Mesguich lui-même, y devient une sorte de mystique nietzschéen, pour qui la quête du féminin et la quête de Dieu se confondent.